# Префектури Чаду

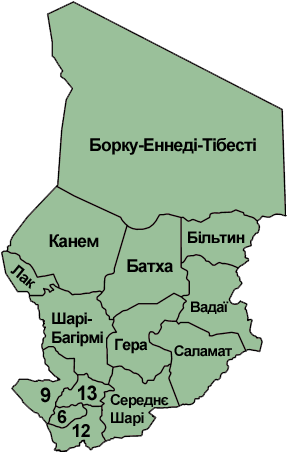
Префектури Чаду

Чад розділявся на 14 префектур з 1960 (року здобуття незалежності) по 1999 роки. В 1999 префектури були замінені на 28 департаментів; в 2002 році країна була розділена на 18 регіонів, а 55 департаментів стали другим рівнем адміністративно-територіального поділу.
Префектури, в свою чергу, розділялися на кілька супрефектур.

## Список префектур
| №  | Назва                | Площа, км² | Населення (1993) | Столиця   | Супрефектури                          |
| -- | -------------------- | ---------- | ---------------- | --------- | ------------------------------------- |
| 1  | Батха                | 88 800     | 288 458          | Аті       | Аті, Джедда, Умм-Хаджер               |
| 2  | Більтин              | 46 850     | 184 807          | Більтин   | Ам-Зур, Арада, Більтин, Гереда, Іріба |
| 3  | Борку-Еннеді-Тібесті | 600 350    | 73 815           | Фая-Ларжо | Борку, Еннеді, Тібесті                |
| 4  | Вадаї                | 76 240     | 543 900          | Абеше     | Абеше, Адре, Ам-Дам, Гоз-Бейда        |
| 5  | Гера                 | 58 950     | 306 253          | Монго     | Біткін, Мангалме, Мельфі, Монго       |
| 6  | Західний Логон       | 8695       | 455 489          | Мунду     | Беїнамар, Беной, Мунду                |
| 7  | Канем                | 114 520    | 279 927          | Мао       | Мао, Муссоро, Ноку                    |
| 8  | Лак                  | 22 320     | 252 932          | Бол       | Бол, Нгурі                            |
| 9  | Майо-Кебі            | 30 105     | 825 158          | Бонгор    | Бонгор, Фіанга, Гуну-Гая, Лере, Пала  |
| 10 | Саламат              | 63 000     | 184 403          | Ам-Тіман  | Абудея, Ам-Тіман, Харазе-Манген       |
| 11 | Середнє Шарі         | 45 180     | 738 595          | Сарх      | Кумра, К'ябе, Маро, Моїсала, Сарх     |
| 12 | Східний Логон        | 28 035     | 441 064          | Доба      | Баїбокум, Бебеджія, Горе, Доба        |
| 13 | Танджиле             | 18 045     | 453 854          | Лаї       | Бере, Кело, Лаї                       |
| 14 | Шарі-Багірмі         | 82 910     | 720 941          | Нджамена  | Бокоро, Бусо, Масакорі, Нджамена      |